# Castricio
Castricio (in latino: Castricius; fl. 354) è stato un generale romano, comes rei militaris in Isauria.
Una forza di banditi provenienti dall'Isauria decisero di assaltare Seleucia sul Calicadno, la metropoli della provincia, con l'intento di distruggerla, ma la città era difesa da tre legioni sotto il comando del comes Castricio, il quale, avvertito dagli esploratori delle intenzioni degli Isauri, decise di scontrarsi con gli Isauri per difendere la città. Le tre legioni romane avevano intenzione di scontrarsi con i briganti isauri nei pressi del fiume Calicadno, il cui corso costeggia le torri delle mura di Seleucia, ma, dopo alcune schermaglie iniziali, esse furono richiamate indietro dai loro comandanti, i quali ritenevano troppo rischiosa una battaglia a così poca distanza dalle fortificazioni. Ritornate dentro le mura, sbarrarono tutti gli ingressi, e presero posizione sulle torri e sulle mura per difenderle dall'assedio degli Isauri. Questi ultimi avevano catturato alcune imbarcazioni che stavano trasportando grano sul fiume, e si impadronirono di nuove provviste, mentre gli assediati avevano già esaurito le loro scorte regolari di provviste, e rischiavano di capitolare per fame. Quando le notizie dell'assedio di Seleucia raggiunsero Costantinopoli, il cesare Gallo decise di ordinare a Nebridio, Comes Orientis, di intervenire in soccorso della città assediata: alla notizia dell'arrivo imminente della potente armata di Nebridio, i saccheggiatori isauri decisero di levare immediatamente l'assedio, trovando di nuovo riparo sulle loro montagne.
Fu probabilmente il destinatario di una lettera di Libanio (Epistolae 426, datata al 355), in cui il retore chiede a Castricio di aiutare alcune persone che avevano subito dei danni a causa dei briganti.